# گیریک
گیریک (به ترکی آذربایجانی: Girik) یک منطقه مسکونی در جمهوری آذربایجان است که در شهرستان قوسار واقع شده است. گیریک ۱۳۰۷ نفر جمعیت دارد.